# Umpqua
Le fleuve Umpqua (prononcer : UHMP-kwah) coule sur 179 km le long de la côte pacifique de l'Oregon, aux États-Unis.

## Géographie
Il est l'un des principaux cours d'eau côtiers de l'Oregon, irriguant un vaste réseau de vallées dans les montagnes à l'ouest de la Chaîne des Cascades et au sud de la vallée de la Willamette, dont il est séparé par les  monts Calapooya. Les  « cent vallées de l'Umpqua »  forment le cœur de la production du bois de construction dans l'Oregon méridional,  centrée à Roseburg. Le fleuve coule entièrement à l'intérieur du  Comté de Douglas, qui inclut la plus grande partie de son bassin, des Cascades à la côte.
Il est formé par la confluence de deux branches, nord et sud, toutes deux prenant leur   source dans les Cascades, à approximativement 10 km au nord-ouest de   Roseburg. Actuellement, l'expression  « vallée de l'Umpqua » réfère parfois à la seule partie inférieure de la branche sud, assez peuplée, au sud de Roseburg, le long de la  route   Interstate 5. L'Umpqua nord provient de la fonte des neiges et est considéré comme l'un des plus importants cours d'eau pour la truite arc-en-ciel dans l'Ouest. 

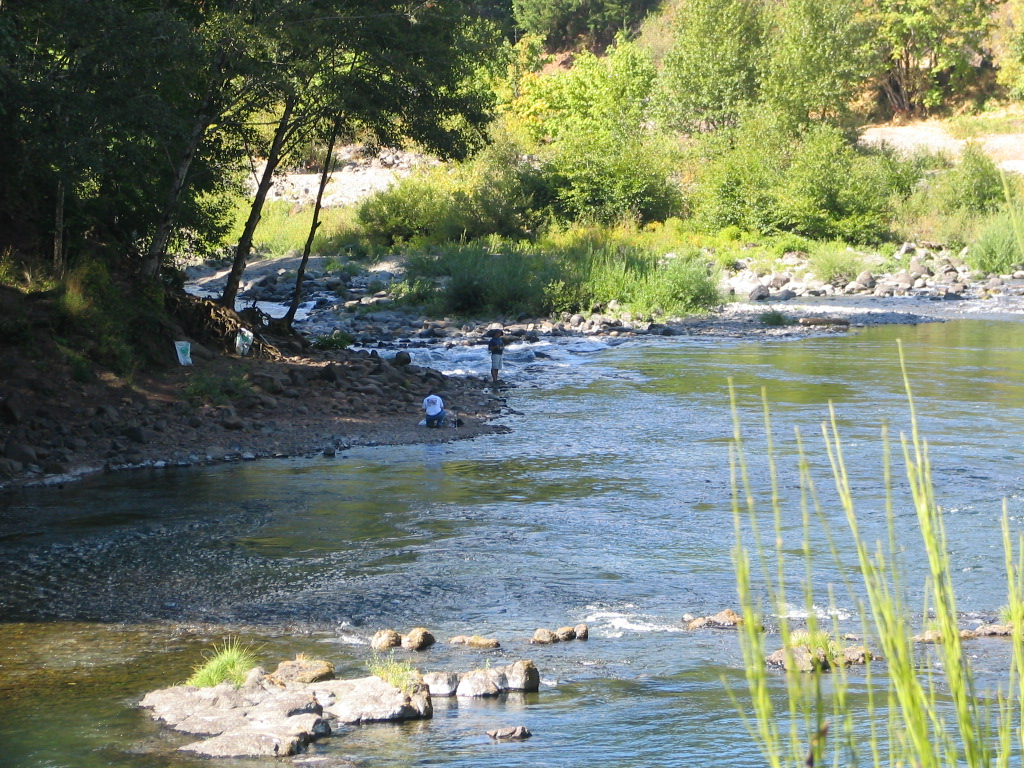
Pêche dans l'Umpqua

Après la confluence, le fleuve coule généralement dans la direction nord-ouest à travers la cordillère côtière de l'Oregon, serpentant près des villes d'Umpqua et d'Elkton.  À Elkton, il tourne vers l'ouest près de Scottsburg, situé à la limite de la marée. Il entre dans l'océan Pacifique dans la baie de Winchester, à Reedsport. Il reçoit du nord la rivière Smith et du sud la Scholfield Creek près de son  estuaire. Le phare du fleuve Umpqua protège l'embouchure du fleuve.

## Étymologie
Au début du XIXe siècle, la vallée du fleuve est habitée en grande partie par la tribu amérindienne des Coquilles. La tribu céda la majeure partie de son territoire au gouvernement américain en 1854, par le traité de Kalapuya et accepta de se déplacer vers une réserve dans le Comté de Lincoln, pour rejoindre les « Tribus Confédérées de Siletz ». Le nom du fleuve vient des Umpquas, un sous-groupe des indiens coquilles.